# Ain't Complaining
Ain't Complaining je osmnácté studiové album britské rockové skupiny Status Quo. Album vyšlo pod značkou Vertigo Records v červnu 1988. Album produkoval Pip Williams.

## Seznam skladeb
| Pořadí | Název                    | Autor                  | Délka |
| ------ | ------------------------ | ---------------------- | ----- |
| 1.     | Ain't Complaining        | Parfitt, Williams      | 4:40  |
| 2.     | Everytime I Think of You | Edwards, Rich, Paxman  | 3:49  |
| 3.     | One for the Money        | Parfitt, Williams      | 4:52  |
| 4.     | Another Shipwreck        | Bown                   | 3:48  |
| 5.     | Don't Mind If I Do       | Rossi, Edwards         | 4:41  |
| 6.     | I Know You're Leaving    | Van Tijn, Fluitsma     | 4:45  |
| 7.     | Cross That Bridge        | David                  | 3:31  |
| 8.     | Cream of the Crop        | Rossi, Frost           | 4:03  |
| 9.     | The Loving Game          | Parfitt, Edwards, Rich | 4:23  |
| 10.    | Who Gets the Love        | Williams, Goodison     | 5:33  |
| 11.    | Burning Bridges          | Rossi, Bown            | 4:19  |
| 12.    | Magic                    | Rossi, Frost           | 3:52  |

| Bonusy na reedici z roku 2006 | Bonusy na reedici z roku 2006 | Bonusy na reedici z roku 2006      | Bonusy na reedici z roku 2006 |
| Pořadí                        | Název                         | Autor                              | Délka                         |
| ----------------------------- | ----------------------------- | ---------------------------------- | ----------------------------- |
| 13.                           | That's Alright                | Rossi, Frost, Parfitt              | —                             |
| 14.                           | Lean Machine                  | Rossi, Parfitt                     | —                             |
| 15.                           | Halloween                     | Parfitt, Williams, Rossi           | —                             |
| 16.                           | The Reason for Goodbye        | Williams, Goodison, Parfitt, Rossi | —                             |
| 17.                           | The Greatest Fighter          | Rossi, Frost                       | —                             |
| 18.                           | Running All Over the World    | Fogerty                            | —                             |

## Obsazení
Status Quo
- Francis Rossi – zpěv, kytara
- Rick Parfitt – zpěv, kytara
- John Edwards – baskytara
- Andy Bown – klávesy
- Jeff Rich – bicí

Ostatní
- Bernie Frost – zpěv
- Paul Wickens – klávesy
- Graham Preskett – housle